# Cortes de Monzón (1547)
Las Cortes de Monzón de 1547 fueron presididas por el príncipe Felipe, pues Carlos I estaba en Alemania. Fueron convocadas el 6 de abril para celebrarse el 23 de junio, si bien la primera sesión fue el 5 de julio y la última el 9 de diciembre de 1547.
Se celebró en un clima de paz en el conflicto con los turcos, lo cual había permitido mejorar el comercio catalán por el Mediterráneo. Los tres brazos del Reino de Valencia expusieron su preocupación por la defensa de la costa y solicitaron para disuadir los corsarios la mejor de las fortificaciones de Peñíscola y Villajoyosa, la construcción de sendas torres en Cullera y Oropesa, y el envío a Cullera de tres o cuatro piezas de artillería, y el rey proveyó Jeroni de Cabanyelles i Gallac para que determinase el más conveniente en todos estos asuntos, cambiando la política de defender el litoral con una armada de galeras y con corsarios.
En cambio, la guerra con Francia se intensificó con graves perjuicios económicos para las ciudades de Gerona y Perpiñán.
| Predecesor: Cortes de Monzón (1542) | Cortes Generales de la Corona de Aragón 1547 | Sucesor: Cortes de Monzón (1553) |
| Predecesor: Cortes de Monzón (1542) | Cortes del Reino de Aragón 1547              | Sucesor: Cortes de Monzón (1553) |
| Predecesor: Cortes de Monzón (1542) | Cortes Catalanas 1547                        | Sucesor: Cortes de Monzón (1553) |
| Predecesor: Cortes de Monzón (1542) | Cortes del Reino de Valencia 1547            | Sucesor: Cortes de Monzón (1553) |